# NPO Radio 1
NPO Radio 1 è un'emittente radiofonica nederlandese pubblica, primo canale del network Nederlandse Publieke Omroep (NPO).
Trasmette principalmente notizie e sport.
L'emittente è stata fondata nel 1947 con il nome di "Hilversum 2". Ha trasmesso con quel nome fino al 1º dicembre 1985, quando ha cambiato nome in "Radio 1", per divenire "NPO Radio 1" nel 2014.

## Le emittenti dei contenuti
Dal 2012, Radio 1 trasmesso con diversi programmi
Contenuti dei emittenti
- AVRO
- BNN
- EO
- HUMAN
- KRO
- MAX
- NCRV
- NOS
- NTR
- PowNed
- TROS
- VARA
- VPRO
- WNL